# Miss Universo 1987
Miss Universo 1987 foi a 36ª edição do concurso, realizado no Hall 4 do World Trade Center de Singapura, em 26 de maio daquele ano. Cecilia Bolocco, do Chile, foi coroada Miss Universo, a primeira e única coroa daquele país até hoje. Sessenta e oito candidatas disputaram o título, que viu a última aparição de Bob Barker como apresentador da transmissão televisiva, depois de 21 edições na função. Barker, um ativista pelo direito dos animais, solicitou que o uso de casacos de pele pelas participantes fosse proibido; tendo seu pedido negado, renunciou ao cargo, encerrando uma participação constante como apresentador do concurso por mais de duas décadas.
Realizada novamente na Ásia depois de sete anos, esta é considerada a última megaprodução do Miss Universo nos anos 80. Singapura, que estimava investir US$3 milhões no evento,acabou tendo um prejuízo ainda maior de US$8 milhões. Foi também a edição em que os concursos de beleza começaram a viver uma crise de popularidade, na medida em que a imprensa latino-americana, a que mais divulgação sempre deu ao Miss Universo e a outros, não compareceu em grande número em Singapura e a mídia em geral começou a tratá-lo com ironia e desdenho. "Há quem ainda goste", descreveu o jornal Folha de S.Paulo, na breve resenha acerca da transmissão do SBT.

## Evento
O Miss América do Sul, um concurso regional que servia como termômetro para o Miss Universo, aconteceu naquele ano em Cartagena, na Colômbia, com a vitória da miss deste país, Patricia López-Ruiz, eleita Miss Fotogenia em Singapura. A chilena Bolocco ficou entre as finalistas.
A Miss Colômbia chegou a Singapura como favorita, seguidas nas bolsas de apostas das misses EUA, Uruguai, Brasil,México, Itália e a Finlândia. A dona da casa, Miss Singapura Marion Teo, nunca apareceu entre as favoritas e mesmo depois de sua eleição nacional o comitê local ficou insatisfeito com sua vitória, já a que considerava fraca demais e com nenhuma chance de classificação,entretanto,ela acabou sendo a grande zebra do concurso,chegando entre as 10 semifinalistas . Entre os juízes da edição estavam o ator norte-americano Peter Graves e a Miss Universo 1985 Deborah Carthy-Deu.
O público pôde acompanhar pela televisão as notas dadas às candidatas após o desfile em trajes de banho, e logo em seguida,o anúncio do Top 10 foi feito: Itália, Porto Rico, Filipinas, Venezuela, Peru, Estados Unidos, a improvável Miss Singapura, Suécia, Turcas e Caicos e Chile. As maiores surpresas foram a classificação de Singapura e de Turks e Caicos, Carmelita Ariza, irmã da Miss Turks e Caicos de 1983, e até hoje a única candidata deste território já classificada em qualquer dos principais concursos de beleza do mundo.O grande choque foi a eliminação precoce da grande favorita,a Miss Colômbia.
A chilena Cecilia Bolocco começou a impressionar os jurados e a audiência durante a entrevista.Por ter sido a última dentre as 10 semifinalistas,Cecilia foi a última entrevista da história do concurso a ser feita por Bob Barker pois no ano seguinte ele seria substituído por Alan Thicke e muitos especialistas consideram esta uma das melhores já feitas no concurso. Com sua grande apresentação no desfile em traje de noite, a chilena assumiu o favoritismo geral.
Depois do Top 5 formado com as Misses Chile, Itália, Estados Unidos, Venezuela e Porto Rico, a italiana Roberta Capua foi anunciada como segunda colocada - a primeira italiana nesta posição desde Daniela Bianchi em 1960 - e Bolocco, de apenas 1,67 m, eleita como Miss Universo 1987. Sua eleição causou grandes comemorações no Chile então comandado pelo general Augusto Pinochet e ela foi congratulada até pelo cardeal primaz chileno.
Depois de seu ano de reinado, Bolocco virou uma celebridade hispânica e trabalhou como jornalista na CNN em espanhol, na Telemundo e em vários programas e novelas da televisão chilena. Em 2001, ela foi novamente notícia nas manchetes de todo mundo ao casar-se com o ex-presidente argentino Carlos Menem, de quem se divorciou em 2007.

## Resultados

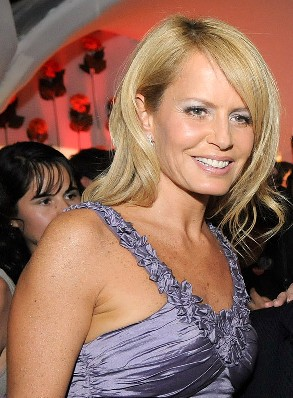
Cecilia Bolocco, Miss Universo 1987, em 2010.

| Colocação                | Candidata                                                                 | País                                                   |
| ------------------------ | ------------------------------------------------------------------------- | ------------------------------------------------------ |
| Miss Universo 1987       | Cecilia Bolocco                                                           | Chile                                                  |
| 2º lugar                 | Roberta Capua                                                             | Itália                                                 |
| 3º lugar                 | Michelle Royer                                                            | Estados Unidos                                         |
| 4º lugar                 | Inés Rodríguez                                                            | Venezuela                                              |
| 5º lugar                 | Laurie Simpson                                                            | Porto Rico                                             |
| Semifinalistas (Top 10): | Marion Teo Geraldine Asis Jessica Sáez Susanne Thoerngren Carmelita Ariza | Singapura · Filipinas · Peru · Suécia · Turks e Caicos |
| Premiações especiais     |                                                                           |                                                        |
| Miss Simpatia            | Tatiana Reyes                                                             | Honduras                                               |
| Miss Fotogenia           | Patricia López                                                            | Colômbia                                               |
| Melhor Traje Típico      | Jacqueline Meirelles                                                      | Brasil                                                 |

## Candidatas
Em negrito, a candidata eleita Miss Universo 1987. Em itálico, as semifinalistas.
| - Alemanha - Dagmar Schulz - Argentina - Carolina Brachetti - Austrália - Jennine Leonarder - Áustria - Kristina Sebestyen - Bahamas - Betty Hanna - Barbados - Dawn Waithe - Belize - Holly Edgell - Bolívia - Patricia Rocabado - Brasil - Jacqueline Meirelles (TT) - Canadá - Tina Simpson - Chile - Cecilia Bolocco (1°) - Chipre - Natasha Papademetriou - Singapura - Marion Nicole Teo (SF) - Colômbia - Patricia Lopez Ruiz (MF) - Coreia do Sul - Ji-Eun Kim - Costa Rica - Anna María Aguilar - Curaçao - Viennaline Arvelo - Dinamarca - Nanna Johansson - Egito - Hoda Abboud - El Salvador - Virna Machuca - Equador - María del Pilar Cucalón - Espanha - Remedios Cervantes - Estados Unidos - Michelle Royer (3°) - Filipinas - Geraldine Asis (SF) - Finlândia - Outi Tanhuanpää - França - Nathalie Marquay - Grécia - Xenia Pantazi - Groenlândia - Susse Petersen - Guam - Teresa Fischer - Guatemala - Maria Isabel Flores - Holanda - Janny Tervelde - Honduras - Frances Reyes (MS) - Hong Kong - Chong Sok Hui - Ilhas Virgens Americanas - Felize Bencosme | - Ilhas Virgens Britânicas - Sandy Harrigan - Índia - Priyadarshini Pradhan (2° TT) - Inglaterra - Yvette Lindsey - Irlanda - Rosemary Thompson - Israel - Yamit Noy - Itália - Roberta Capua (2°) - Jamaica - Janice Sewell - Japão - Hiroe Namba - Líbano - Sahar Haydar - Malásia - Christine Paglar - Malta - Kristina Apapbologna - Marianas Setentrionais - Luciana Ada - México - Cynthia Fallon - Nigéria - Lynda Ikpeazu - Noruega - Mariann Leines - Nova Zelândia - Ursula Ryan - País de Gales - Nicola Davies - Panamá - Gabriela De Leuze - Paraguai - Tammy Ortigoza - Peru - Jessica Newton (SF) - Porto Rico - Laurie Tamara Simpson (5°) - Portugal - Noelia Pereira - Quênia - Susan Kahumba - República Dominicana - Carmen Perez - Senegal - Fabienne Feliho - Sri Lanka - Nandaine Wijiegooneratna - Suécia - Susanne Thoerngren (SF) - Suíça - Renate Walther - Tailândia - Chuttima Naiyani - Trinidad e Tobago - Sheree Richards (3° TT) - Turcas e Caicos - Carmelita Ariza (SF) - Turquia - Leyle Sesbet - Uruguai - María Groso - Venezuela - Inés Rodríguez (4°) |

- Duas candidatas foram desqualificadas: Shelley Bascome (Bermuda), por ser maior de 25 anos, e Eileen Ann Catterson (Escócia), por ter apenas 17 anos e alguns meses. Aruba, Bélgica, Costa do Marfim, Gâmbia e Reunião não enviaram candidatas ao concurso.